# Ragnar Lundberg
Ragnar Lundberg (Suecia, 22 de septiembre de 1924-2 de julio de 2011) fue un atleta sueco, especialista en la prueba de salto con pértiga en la que llegó a ser medallista de bronce olímpico en 1952.

## Carrera deportiva
En los JJ. OO. de Helsinki 1952 ganó la medalla de bronce en el salto con pértiga, con un salto por encima de 4.40 metros, siendo superado por los estadounidenses Bob Richards (oro con 4.55 metros) y Donald Laz (plata con 4.50 metros).